# Акжарски район
Акжарски район (на казахски: Ақжар ауданы) е съставна част на Северноказахстанска област, Казахстан. Административен център е град Талшик. Обща площ 8080 км2 и население 15 412 души (по приблизителна оценка към 1 януари 2020 г.).